# 索拉尼略斯德莱斯特雷莫
索拉尼略斯德莱斯特雷莫，是西班牙卡斯蒂利亚-拉曼恰瓜达拉哈拉省的一个市镇。总面积35平方公里，总人口115人（2001年），人口密度3人/平方公里。